# Полібутадієн з кінцевими гідроксильними групами
Полібутадієн з кінцевими гідроксильними групами, іноді використовується англомовне скорочення HTPB (англ. hydroxyl-terminated polybutadiene) — олігомер бутадієну, кожен кінець молекулярного ланцюжка якого завершується гідроксильної функціональною групою. При реакції з діізоціанатами він утворює поліуретани.
HTPB — це напівпрозора рідина кольору вощеного паперу і з в'язкістю, як у сиропу. Властивості не можна вказати точно, оскільки HTPB є сумішшю, а не чистою сполукою, і виробляється в необхідному замовнику вигляді. Фрагмент олігомеру зазвичай містить 5-10 пов'язаних разом молекул бутадієну, при цьому кожен кінець ланцюжка закінчується гідроксильною [OH] групою. Для затвердіння HTPB зазвичай використовується реакція приєднання з полізоціанатним затверджувачем.

## Застосування
Полібутадієн HTPB широко використовується для виробництва поліуретану, пластику, що може бути як еластичним, так і твердим. Це і коліщатка візочків та скейтбордів, панелі ескалаторів, взуттєві підошви, монтажна будівельна пінка та батато ін.
HTPB часто застосовується в твердопаливних ракетних двигунах як основна зв'язувальна речовина твердого ракетного палива. За її допомогою мікрочастинки пального, окислювача та інших компонентів, створюють однорідну масу з заданими фізико-хімічними характеристиками після затвердіння HTPB. Наприклад, ця речовина використовувалася у всіх 4 ступенях японських ракет-носіїв Мю-5 і індійських ракет-носіїв PSLV, пришвидшувачах (бустерах) Шатла та Атласа, двигунах майже всіх міжконтинентальних балістичних ракет та багатьох інших ракет. Тривале зберігання та постійна готовність до запуску роблять твердопаливні ракети незамінними для військових цілей. Японське агентство аерокосмічних досліджень описує склад палива як «HTPB/AP/Al=12/68/20», що розшифровується як 12 % HTPB по масі (речовина і паливо), 68 % перхлорату амонію (окислювач), і 20 % алюмінієвого порошку (пальне).
HTPB використовується як паливо для гібридних ракетних двигунів. З N2O (закис азоту, або «звеселяючий газ») як окислювач, HTPB використовувався в двигуні, розробленому компанією SpaceDev для корабля SpaceShipTwo, але пізніше він був замінений на поліамід.